# San Michele Mondovì
Pour les articles homonymes, voir San Michele.
 (avril 2017).
Le contenu est difficilement compréhensible vu les erreurs de traduction, qui sont peut-être dues à l'utilisation d'un logiciel de traduction automatique.

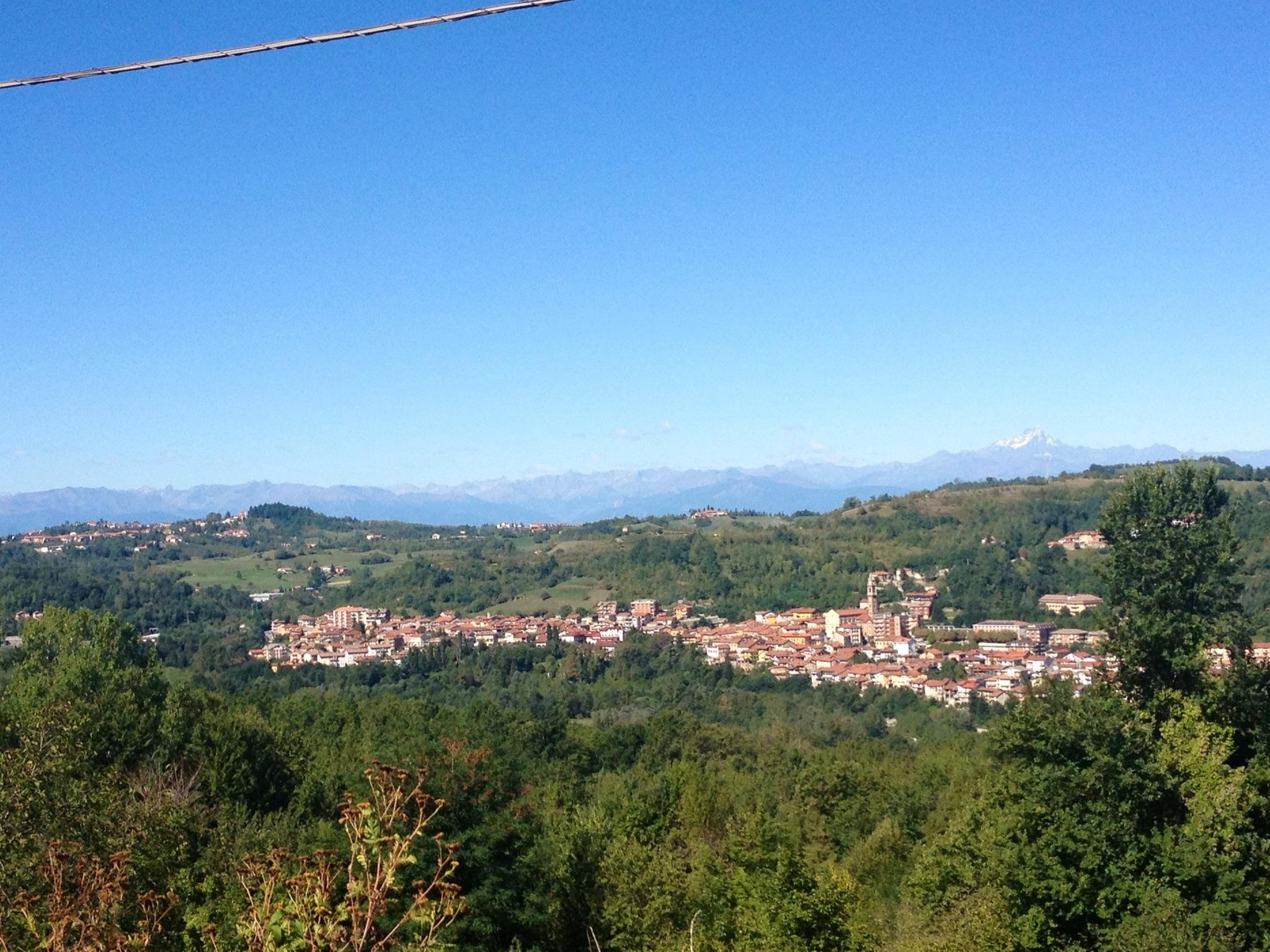

San Michele Mondovì (en français Saint-Michel Mondovi) est une commune italienne de la province de Coni, dans la région du Piémont.

## Géographie
Le village de San Michele, situé dans la partie sud de la province de Coni, est complètement immergé dans les vallées des Alpes maritimes dans une région vallonnée, et est traversé par le Corsaglia. Il est à 41 kilomètres de Coni.  
Il a une superficie de 18,3 kilomètres carrés et sa densité de population est de 113,06 habitants par kilomètre carré. Il s’élève à 444 mètres au-dessus du niveau de la mer, le point à Saint-Jacques le Bicocca étant le plus élevé.

## Climat
Le climat de San Michele est typique de la région des Alpes Maritimes, caractérisé par des hivers froids (température moyenne du mois le plus froid, janvier, se situant à + 2,9 °C) et des étés chauds en raison de l'influence de la proximité de la mer de Ligurie (la température du mois le plus chaud, juillet, est 22,1 °C). Les hivers sont assez neigeux.
La pluviométrie moyenne annuelle est d'environ 800 mm, en moyenne.
esprit distribué en 68 jours, avec un minimum et un maximum en hiver et d'été pics au printemps et à l'automne.[Quoi ?]
Le tableau ci-dessous montre les températures minimales et maximales absolue et mensuelle, saisonnière et annuelle de 1951 à nos jours, avec son exercice au cours duquel elles ont été enregistrées. Le maximum absolu de la période examinée est de 37,4 °C en août 2003, alors que le minimum absolu de -24 °C date de février 2012.

## Histoire
Les premières sources écrites qui parlent de St. Michael remonte à 1113. La source enregistre un don d'un homme riche à l'église du petit village de San Michele.
Mais la zone où se trouve maintenant St. Michael a probablement été habité plus tôt, en 900. En fait, dans les zones environnantes, en particulier dans les municipalités de Torre aujourd'hui, Mombasiglio et Vicoforte est Ligures et les Romains étaient installés et St. Michael était une zone de transit pour les entreprises des trois municipalités. Il est donc probable que fut fondée à ce moment-là de façon stratégique pour les entreprises un petit village.
«Gloire à votre fort, ou le pont de Saint-Michel! »
(Carducci)
Et aussi se souvenir de la bataille napoléonienne historique a eu lieu le 19 avril, 1796 les banques de Corsaglia et dans tout le pays entre les Austro-Piémontais et les troupes napoléoniennes. souvenirs et les sources de cette bataille, qu'ils soient écrits, la louange de Carducci "Bicocca di San Giacomo" (Rime dans la collection et rythmes), les deux matériaux comme le pont qui relie maintenant les installations sportives dans le pays sont encore aujourd'hui (près de Chapelle de Sainte-Lucie).

## Symboles
"De bleu, Archange Michel, le visage, le cou, les bras, les mains, les jambes teint, vêtu d'une armure d'argent, chargé de la place Balteo dans la bande de l'épaule droite à la hanche gauche, rouge, avec la robe verte, avec qui coule robe rouge, l'Archange avec des ailes d'argent tendues à la tête, le bras droit levé, tenant une épée d'argent en tôle sa main positionnés avec la pointe vers le bas, l'autre main tenant l'équilibre de deux tasses, d'argent, avec les sièges dans les bras de la barre, l'Archange chaussé en noir et soutenu par le terrain accidenté du vert, fondée à la pointe, laissant le côté gauche et en pente jusqu'à ce que le coin droit de la pointe. ornements extérieurs de la Ville "
Les armoiries de Saint-Michel est représenté par un simple bouclier, portant l'Archange Michael avec une épée et ses échelles caractéristiques, surmontées de la couronne des municipalités et entouré de branches de chêne et de laurier, attachés ensemble avec un ruban tricolore.

## Monuments et lieux d'intérêt

### Église paroissiale
L'église paroissiale de San Michele est dédiée à Saint Michel Archange, saint patron de la ville qui porte son nom.

### Église de Saint-Paul
Il est également important de l'église de Saint-Paul, un des plus grands villages de San Michele. Ils sont très similaires dans la structure de l'église de San Michele.

### Chapelles et pylônes
Dans l'ensemble de la municipalité il y a de nombreuses chapelles votives et des pylônes datant du XIVe siècle. Au lieu de cela, la chapelle de Saint-Jean croit beaucoup plus âgé.
Les chapelles autour de onze: Chapelles de Saint-Jean, de Sainte-Lucie, la Dame des Neiges, Saint-Antoine et le Grand, le Bon Jésus de San Gervasio et Protasio, San Bernardino, San Sebastian, la Dame de Guarene, San Bernardo (aujourd'hui en ruines) et St. James à Bicocca.
Dans chaque chapelle émerger des tableaux de valeur, la restauration minutieuse surtout récemment subi.

### Château
Maintenant, il ne reste que les ruines de l'ancien château, qui rappellent encore la majesté de l'édifice, surmontant toutes les terres de la colline.

### Le Palais du Roi
Digne d'appréciation historique est aussi le «Palais du Roi» où une fois la Savoie et particulièrement Vittorio Emanuele II est venu à la maison, changer leurs chevaux reposés chevaux et partent dans la direction de Valcasotto Palace.

### Carrés
La place principale est la Piazza Umberto I.
A été clairement construit à l'époque fasciste, en fait, ils ont remarqué le grand espace, la terrasse et l'architecture typique de cette période.

## Culture

### Éducation
Le secteur municipal, il y a trois écoles, maternelles, écoles élémentaires et intermédiaires.
Dans le village il abrite également l'Institut comprend qui comprend les écoles de San Michele Mondovì, Vicoforte et Serra Pamparato.

### Événements
Les manifestations à San Michele sont nombreux. Importante est la fête en l'honneur de Santa Giustina, vierge et martyre de Padoue et Patronne de Saint-Michel, qui est célébrée à la mi-Juillet avec une messe et la procession solennelle avec les reliques du saint. 
Non moins importante est la fête de saint Michel qui a lieu le 29 septembre.
Il est également célébré San Magno dans la troisième semaine d'Août, San Antonio en Janvier et la Fête de la Châtaigne connu à la mi-Octobre.
Important est la fête des saints Pierre et Paul, qui est célébrée le 29 juin dans le village de Saint Paul

## Personnes liées à San Michele Mondovì
Amedeo Michelotti: écrivain et poète
Eugenio Camillo Costamagna: créateur du Tour d'Italie et fondateur de Sport Journal
Gian Domenico Michelotti: mathématicien et l'un des premiers promoteurs de la science hydraulique dans le Piémont
Nini Rosso: musicien et trompettiste; Sa chanson silence sur l'ordre
Pietro Antonio Corte: professeur de philosophie de l'Université Royale de Turin. Il est commémoré avec un buste et une plaque dans la cour du recteur de l'Université de Turin
Celestino Quarelli de Lesegno de Lesegno Count: magistrat et sénateur du Royaume.
Giovanni Battista Quarelli: amoureux du latin italien et; Pasini a travaillé avec lui dans la compilation du latin et Dictionnaire Italien
Giacinto Rovella Sénateur de la République italienne, IV législature Sénat.

## Économie
St. Michael a toujours été un pays agricole, comme toutes les municipalités environnantes.
La principale source de revenus provient de la culture des champs (une céréale ou vis) ou l'élevage de moutons et, par conséquent, la production de lait, le fromage, le beurre et d'autres produits faits maison.
Au cours des dernières décennies, cependant, ces activités ont été de plus en plus évité et maintenant presque personne pratique ce genre de travail.
La principale source de travail de Saint-Michel est le Silvateam (ancien I.C.L.), important traitement du bois et à granulés industrie de la production.
Sont également importants Timbers Peyrone et Riva Steel.

## Infrastructures et transports

### Routes
Le pays est bordé par l'autoroute 28 de Colle di Nava.
À l'intérieur, la rue principale est via Angelo Nielli, qui traverse le pays depuis le début (lorsque l'état est divisé, formant précisément via Nielli) à la fin, quand la route rejoint la route principale. Peu de temps avant la fin du pays, par l'intermédiaire d'Nielli croise Via Rocchini, la route provinciale qui mène à Niella Tanaro.

### Chemins de fer
San Michele est desservi par l'arrêt de bus à Vicoforte-San Michele, un ancien relais de poste le long du chemin de fer Torino-Savona desservie par des trains régionaux effectués par Trenitalia dans le cadre du contrat de service avec la région du Piémont.
Jusqu'en 1953, la connexion avec la station a été réalisée au moyen de l'électricité tramway-San Michele Mondovi.

### Aéroport
L'aéroport le plus proche de San Michele est celui de Coni.

## Administration
| Période                                  | Période | Identité | Étiquette | Qualité |
| ---------------------------------------- | ------- | -------- | --------- | ------- |
|                                          |         |          |           |         |
| Les données manquantes sont à compléter. |         |          |           |         |

## Associations
Dans le pays opèrent plusieurs associations, actives depuis des années dans la région, digne de mention sont:
Association nationale Alpini, C.GIAMELLO Groupe
SOCIÉTÉ travailleurs Mutual Aid Agricola - SOAMS
Hunters Association * Association PÊCHEURS
ASD San Michele-Niella
Association Centre ÂGÉES ET RETRAITÉS * CROIX-ROUGE - Délégation de San Michele Mondovi
Association touristique Pro Loco San Michele Mondovi
Association des bénévoles de sang autonome - A.V.A.S
Association Chorale "Deux Tours"
Association San Paolo
Association PROTECTION CIVILE SAN MICHELE MONDOVI '

## Sport
San Michele a des installations sportives, le court de tennis, le terrain de football, terrain de football, terrain de football, un terrain de beach-volley et deux champs pour le jeu de boules.
Le pays a aussi sa propre association sportive la A.S.D. St. Michael-Niella.

### Communes limitrophes
Lesegno, Mombasiglio, Monasterolo Casotto, Niella Tanaro, Torre Mondovì, Vicoforte